# Duinbrand bij Schoorl april 2010

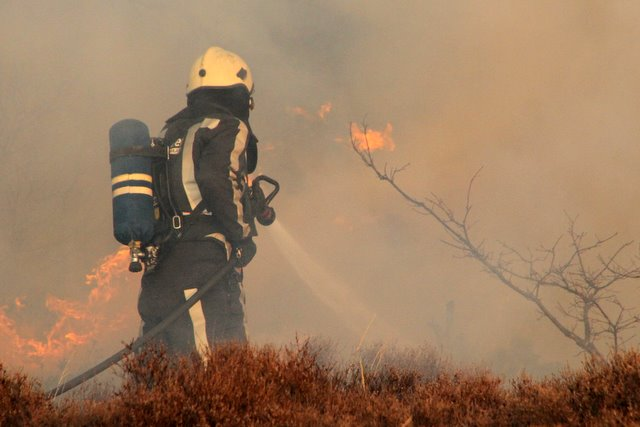
Een brandweerman tijdens de eerste bluswerkzaamheden.

Op 14 april 2010 brak in de duinen tussen Schoorl, Bergen en Bergen aan Zee een duinbrand uit. Door de noordoostelijke wind met windkracht 4-5 werd het vuur richting Bergen aan Zee gedreven en bedreigde het dorp. De bebouwde kom werd daarom geëvacueerd. De vierhonderd inwoners van Bergen aan Zee werden ondergebracht in het nabijgelegen sportcentrum De Beeck. In 2009 waren er ook verschillende grote branden in deze buurt. Deze eerdere branden waren waarschijnlijk aangestoken, het is nog niet zeker of de brand van april 2010 ook is aangestoken.

## Eerste brand
Op woensdag 14 april werd de brandweer vlak voor 17.00 uur gealarmeerd voor een duinbrand, amper 20 minuten later werd GRIP 1 afgekondigd en werd opgeschaald naar zeer grote brand. Om 17:45 werd GRIP 2 afgekondigd, om 18:11 gevolgd door opschaling naar een complete brandweercompagnie en GRIP 3.
Rond 18.30 werd bekend dat vanwege de dreiging van het vuur de bebouwde kom van Bergen aan Zee verplicht ontruimd zou worden.
Bij de evacuatie werd een Geneeskundige Combinatie en de mobiele eenheid ingezet waarbij de laatste het ontruimde gebied zou bewaken. Op 15 april, rond middernacht mochten de bewoners weer naar huis omdat de brand ver genoeg onder controle was. Wel werd een noodverordening vanaf 0.30 uur die nacht van kracht waarmee iedereen geweerd werd uit het getroffen duingebied.
Rond 01.00 uur 's nachts werd het sein brand meester gegeven. Gedurende de nacht en de daarop volgende dag werd er nog nageblust en werd afgeschaald naar GRIP 0.

## Tweede brand

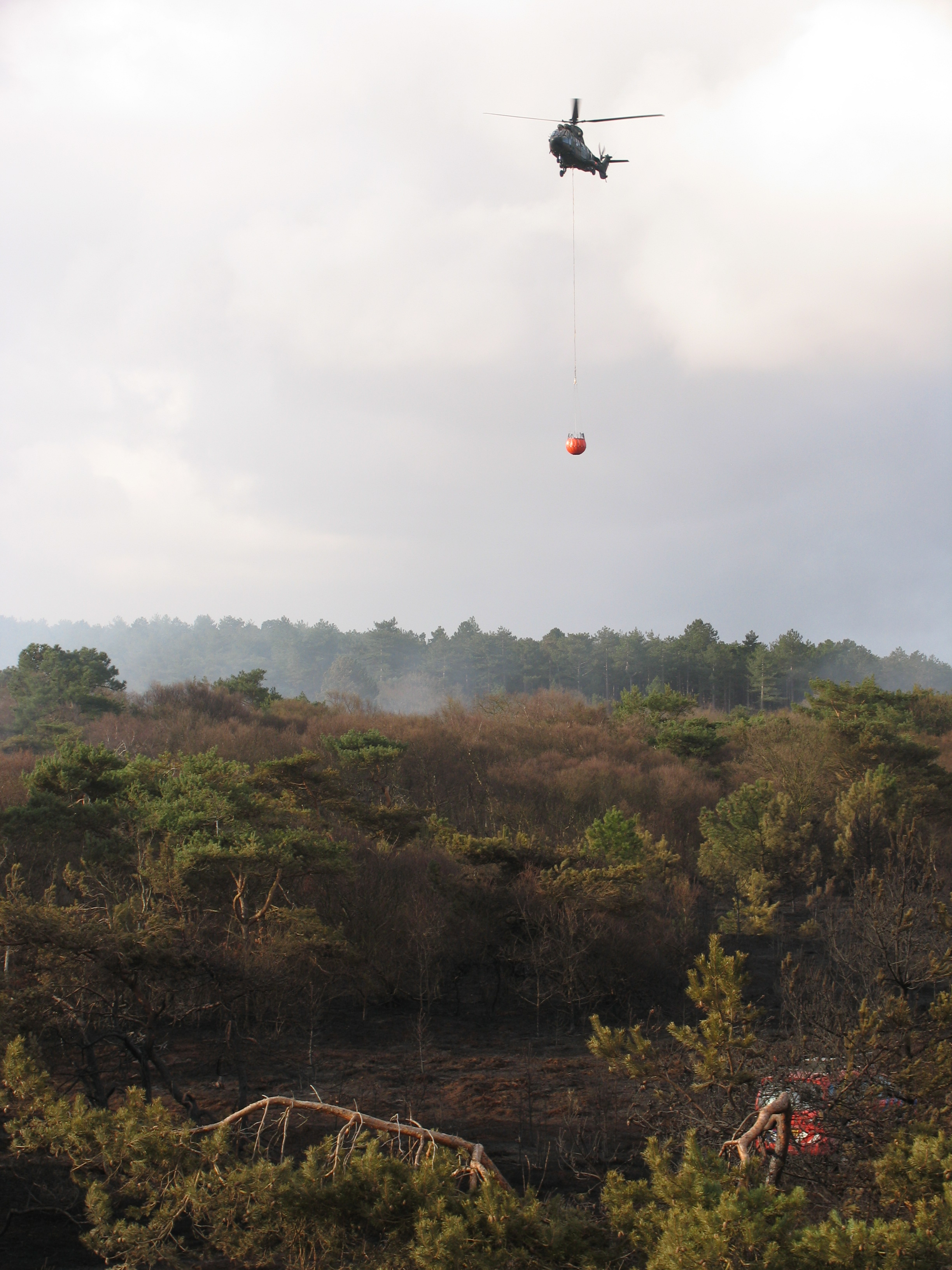
Een Cougar-helikopter op 16 april tijdens bluswerkzaamheden in het duingebied.

Op donderdag 15 april om 15:44 werd wederom opgeschaald naar een brandweercompagnie en uiteindelijk weer GRIP 3. De brand bleek weer opgelaaid te zijn, waarschijnlijk doordat het vuur ondergronds voortgewoed heeft. Deze tweede brand is op dezelfde plaats ontstaan als de eerste brand.
Omdat het vuur Bergen aan Zee dit keer niet bedreigde was er geen sprake van een evacuatie.
De Veiligheidsregio Noord-Holland-Noord werd met een tweede brandweercompagnie bijgestaan door de Veiligheidsregio Kennemerland en later ook andere veiligheidsregio's. In totaal waren hierdoor ongeveer 200 brandweermensen actief naast de inzet van de overige hulpdiensten. Deze mensen werden periodiek (elke 4-8 uur) afgelost gedurende de volgende dagen.
Het ministerie van Defensie ondersteunde de veiligheidsregio Noord-Holland-Noord met de inzet van twee Cougar-helikopters met zogenaamde Bambi-buckets of firebuckets. Dit zijn zakken met een inhoud van 2.500 liter die onder de helikopter gehangen worden om water te kunnen lossen boven brandend gebied.
Naast de helikopters zette Defensie ook onbemande vliegtuigjes van het type RQ-11 Raven in, om met behulp van de Infraroodcamera aan boord ondergrondse smeulhaarden te zoeken.
Op 17 april verklaarde de gemeente Bergen dat de brand officieel uit was. De brandweer zou echter tot zondagavond 18 april in het gebied blijven om de situatie te controleren.

## Oorzaak
Hoewel er geen concrete aanwijzingen zijn voor brandstichting doet de politie forensisch onderzoek naar de oorzaak van de brand. De politie vermoedt ondanks het gebrek aan aanwijzingen dat er sprake is van brandstichting.

## Bijstand van andere regio's
De regionale brandweer Noord-Holland-Noord werd tijdens deze grote en langdurige brand bijgestaan door verschillende andere veiligheidsregio's. Een dergelijke brand legt een groot beslag op de brandweerorganisatie en het is nagenoeg onmogelijk om de brand te blussen met eigen personeel zonder de brandweerzorg in de regio in gevaar te brengen.
De volgende regio's verleenden personele bijstand:
- Veiligheidsregio Fryslân (brandweercompagnie)
- Veiligheidsregio Kennemerland (brandweercompagnie)
- Veiligheidsregio Utrecht (brandweerpeloton bosbrandbestrijding)
- Veiligheidsregio Noord- en Oost-Gelderland (brandweerpeloton bosbrandbestrijding)
- Veiligheidsregio Haaglanden
- Veiligheidsregio Rotterdam-Rijnmond
- Veiligheidsregio Amsterdam-Amstelland (officieren van dienst)
- Veiligheidsregio Zaanstreek-Waterland (brandweercompagnie)
- Veiligheidsregio Gooi en Vechtstreek (bosbrandbestrijding peloton)
- Veiligheidsregio Midden- en West-Brabant

In de periode van 14 tot 17 april zijn er in totaal 70 verschillende tankautospuiten ingezet samen met nog 68 andere brandweervoertuigen zoals hulpverleningsvoertuigen, haakarmvoertuigen, haakarmbakken, Verbindings- en Commandovoertuigen en dienstauto's.